# Sceloporus stejnegeri
Espèce
Statut de conservation UICN

 LC  : Préoccupation mineure
Sceloporus stejnegeri est une espèce de sauriens de la famille des Phrynosomatidae.

## Répartition
Cette espèce est endémique du Guerrero au Mexique.

## Étymologie
Cette espèce est nommée en l'honneur de Leonhard Hess Stejneger.

## Publication originale
- Smith, 1942 : Mexican herpetological miscellany. Proceedings of the United States National Museum, vol. 92, p. 349-395 (texte intégral).